# Charles Boycott
Charles Cunningham Boycott (Burgh St. Peter, 12 marzo 1832 – Flixton, 19 giugno 1897) è stato un funzionario inglese operante in Irlanda alla fine del XIX secolo.
Amministratore delle terre irlandesi del ricco lord Earne, nel 1880 cercò di sfrattare 11 contadini colpevoli di non aver pagato l'affitto. Tuttavia la società irlandese, esasperata dal controllo che pochi proprietari terrieri detenevano della maggioranza delle terre dell'isola, fu aizzata dall'Irish National Land League e in risposta esercitò una peculiare forma di ostracismo estremo contro Boycott, rifiutandosi di interagire con l'uomo e isolandolo in ogni aspetto della vita quotidiana.
Boycott, incapace di gestire la situazione, chiese l'intervento del governo britannico, che a fronte del totale sciopero dei lavoranti delle terre di lord Earne, fu costretto ad assumere dei crumiri che raccogliessero le messi lasciate altrimenti a marcire dai contadini sfrattati, spendendo quindi 10 000 sterline per raccogliere prodotti agricoli che ne valevano appena 500. La vicenda di Boycott fu talmente peculiare e sentita che dal suo nome la stampa inglese coniò un nuovo termine, "boicottaggio", che si diffuse velocemente e ampiamente in molte altre lingue, tra cui anche l'italiano.

## Biografia
Charles Boycott nacque a Norfolk nel 1832. Dopo aver prestato servizio nella British Army, egli andò a lavorare in Irlanda come amministratore terriero per Lord Erne (John Crichton, terzo conte di Erne), proprietario di un latifondo nella zona del lago di Lough Mask, nella contea di Mayo (Irlanda occidentale).
Nel 1880, come parte della sua campagna per le "3 F" (Fair rent, Fixity of tenure e Free sale, ossia canone equo, affitto stabile e vendita libera) per tutelare gli affittuari dei fondi agricoli dallo sfratto, la potente Lega irlandese dei lavoratori della terra (Irish Land League) diretta da Michael Davitt indusse i contadini locali, impiegati come braccianti nelle aziende agricole più grandi come quella amministrata da Boycott, a rifiutarsi di lavorare nelle terre di Lord Erne. Quando Boycott tentò di contrastare tale campagna, la Lega lanciò, non senza ricorrere a intimidazioni e violenze nei confronti dei "crumiri", un'azione a tutto campo per isolare l'amministratore dalla comunità locale: i vicini non gli avrebbero parlato, i negozi non lo avrebbero servito, i carpentieri non gli avrebbero aggiustato la casa e i postini si sarebbero rifiutati di consegnargli la sua posta.
La campagna contro Boycott divenne famosa nella stampa britannica - anche perché fu lo stesso Boycott a denunciare la situazione scrivendo al Times - e corrispondenti dei giornali vennero inviati nell'ovest dell'Irlanda per riportare quanto stava accadendo. Le terre del conte cominciarono a inaridire e Boycott fu licenziato. Il governo inglese, non accettando l'insubordinazione irlandese, decise di intervenire, inviando nel novembre 1880 una scorta militare per salvare il raccolto del latifondo di Lord Erne e proteggere Boycott. Quest'ultimo fu comunque costretto a lasciare l'Irlanda il 1º dicembre dello stesso anno.